# 코나라크의 태양신 사원
코나라크의 태양신 사원은 13세기에 오늘날 인도 오디샤주 푸리구 해안선의 푸리시에서 북동쪽으로 약 35km(22mi) 떨어진 코나라크에 지어진 수리야 사원이다. 이 사원은 1250년경 동강가 왕조의 나라싱하 데바 1세 왕에 의해 지어진 것으로 추정된다.
힌두교의 태양신 수리야에게 바쳐진 사원 단지의 잔해는 모두 돌로 조각된 거대한 바퀴와 말이 있는 100피트(30m) 높이의 전차 모양을 하고 있다. 한때 높이가 200피트(61m)가 넘었던 사원의 많은 부분이 지금은 폐허가 되었는데, 특히 사원 위에 있었던 큰 시카라 탑은 한 때 현재 남아있는 만다파보다 훨씬 더 높았다. 살아남은 구조물과 요소들은 에로틱한 카마와 미투나 장면을 포함하여 복잡한 예술 작품, 도상학 및 주제로 유명하다. 수리야 데발라야라고도 불리는 이것은 오디샤 양식의 건축 또는 칼링가 건축의 고전적인 예시이다.
코나라크 사원이 파괴된 원인은 불분명하며, 여전히 논란의 대상으로 남아 있다. 15세기에서 17세기 사이에 무슬림 군대에 의해 여러 차례 약탈당하는 과정에서 사원이 자연적으로 훼손된 것부터 고의적으로 파괴된 것에 이르기까지 학설은 다양하다. 이 사원은 검은색으로 보이는 거대한 층탑처럼 보였기 때문에 일찍이 1676년 유럽 선원들의 기록에서 "흑탑"이라고 불렸다. 마찬가지로 푸리의 자간나트 사원도 "백탑"이라고 불렸다. 두 사원 모두 벵골만의 선원들에게 중요한 랜드마크 역할을 했다. 오늘날 존재하는 사원은 영국령 인도 시대 고고학 팀들의 보존 노력에 의해 부분적으로 복원되었다. 코나라크 사원은 1984년에 유네스코 세계문화유산으로 지정되었으며, 현재에는 매년 2월경 찬드라바가 멜라를 위해 이곳에 모이는 힌두교 신자들의 주요 순례지로 남아 있다.
코나라크 태양 사원(Konark Sun Temple)은 인도 문화유산의 중요성을 나타내기 위해 인도 화폐 10루피 뒷면에 그려져 있다.

## 같이 보기
- 태양신

### 서지
- Prasanna Kumar Acharya (2010). 《An encyclopaedia of Hindu architecture》. Oxford University Press (Republished by Motilal Banarsidass). ISBN 978-81-7536-534-6.
- Prasanna Kumar Acharya (1997). 《A Dictionary of Hindu Architecture: Treating of Sanskrit Architectural Terms with Illustrative Quotations》. Oxford University Press (Reprinted in 1997 by Motilal Banarsidass). ISBN 978-81-7536-113-3. 2019년 8월 9일에 원본 문서에서 보존된 문서. 2017년 12월 3일에 확인함.
- Vinayak Bharne; Krupali Krusche (2014). 《Rediscovering the Hindu Temple: The Sacred Architecture and Urbanism of India》. Cambridge Scholars Publishing. ISBN 978-1-4438-6734-4. 2019년 8월 9일에 원본 문서에서 보존된 문서. 2017년 12월 3일에 확인함.
- Alice Boner (1990). 《Principles of Composition in Hindu Sculpture: Cave Temple Period》. Motilal Banarsidass. ISBN 978-81-208-0705-1. 2017년 2월 22일에 원본 문서에서 보존된 문서. 2017년 12월 3일에 확인함.
- Alice Boner; Sadāśiva Rath Śarmā (2005). 《Silpa Prakasa》. Brill Academic (Reprinted by Motilal Banarsidass). ISBN 978-8120820524. 2017년 2월 22일에 원본 문서에서 보존된 문서. 2017년 11월 9일에 확인함.
- Ananda K Coomaraswamy (1985), 《History of Indian and Indonesian Art》, Dover, ISBN 9780486250052, 2019년 8월 9일에 원본 문서에서 보존된 문서, 2017년 11월 9일에 확인함
- A.K. Coomaraswamy; Michael W. Meister (1995). 《Essays in Architectural Theory》. Indira Gandhi National Centre for the Arts. ISBN 978-0-19-563805-9. 2019년 8월 9일에 원본 문서에서 보존된 문서. 2017년 12월 3일에 확인함.
- Dehejia, V. (1997). Indian Art. Phaidon: London. ISBN 0-7148-3496-3.
- Adam Hardy (1995). 《Indian Temple Architecture: Form and Transformation》. Abhinav Publications. ISBN 978-81-7017-312-0. 2019년 8월 9일에 원본 문서에서 보존된 문서. 2017년 12월 3일에 확인함.
- Adam Hardy (2007). 《The Temple Architecture of India》. Wiley. ISBN 978-0470028278. 2019년 8월 9일에 원본 문서에서 보존된 문서. 2017년 12월 3일에 확인함.
- Adam Hardy (2015). 《Theory and Practice of Temple Architecture in Medieval India: Bhoja's Samarāṅgaṇasūtradhāra and the Bhojpur Line Drawings》. Indira Gandhi National Centre for the Arts. ISBN 978-93-81406-41-0. 2019년 8월 9일에 원본 문서에서 보존된 문서. 2017년 12월 3일에 확인함.
- Harle, J.C., The Art and Architecture of the Indian Subcontinent, 2nd edn. 1994, Yale University Press Pelican History of Art, ISBN 0300062176
- Monica Juneja (2001). 《Architecture in Medieval India: Forms, Contexts, Histories》. Orient Blackswan. ISBN 978-8178242286. 2019년 8월 9일에 원본 문서에서 보존된 문서. 2017년 12월 3일에 확인함.
- Stella Kramrisch (1976). 《The Hindu Temple Volume 1》. Motilal Banarsidass (Reprinted 1946 Princeton University Press). ISBN 978-81-208-0223-0. 2019년 8월 9일에 원본 문서에서 보존된 문서. 2017년 12월 3일에 확인함.
- Stella Kramrisch (1979). 《The Hindu Temple Volume 2》. Motilal Banarsidass (Reprinted 1946 Princeton University Press). ISBN 978-81-208-0224-7. 2019년 8월 9일에 원본 문서에서 보존된 문서. 2017년 12월 3일에 확인함.
- Michael W. Meister; Madhusudan Dhaky (1986). 《Encyclopaedia of Indian temple architecture》. American Institute of Indian Studies. ISBN 978-0-8122-7992-4. 2019년 8월 9일에 원본 문서에서 보존된 문서. 2017년 12월 3일에 확인함.
- George Michell (1988). 《The Hindu Temple: An Introduction to Its Meaning and Forms》. University of Chicago Press. ISBN 978-0-226-53230-1. 2017년 2월 4일에 원본 문서에서 보존된 문서. 2017년 12월 3일에 확인함.
- George Michell (2000). 《Hindu Art and Architecture》. Thames & Hudson. ISBN 978-0-500-20337-8. 2019년 8월 9일에 원본 문서에서 보존된 문서. 2017년 12월 3일에 확인함.
- Debala Mitra (1968), 《Konarak》, Archaeological Survey of India
- T. A. Gopinatha Rao (1993). 《Elements of Hindu iconography》. Motilal Banarsidass. ISBN 978-81-208-0878-2. 2017년 4월 26일에 원본 문서에서 보존된 문서. 2017년 12월 3일에 확인함.
- Ajay J. Sinha (2000). 《Imagining Architects: Creativity in the Religious Monuments of India》. University of Delaware Press. ISBN 978-0-87413-684-5. 2019년 8월 9일에 원본 문서에서 보존된 문서. 2017년 12월 3일에 확인함.
- Burton Stein (1978). 《South Indian Temples》. Vikas. ISBN 978-0706904499. 2019년 8월 9일에 원본 문서에서 보존된 문서. 2017년 12월 3일에 확인함.
- Burton Stein (1989). 《The New Cambridge History of India: Vijayanagara》. Cambridge University Press. ISBN 978-0-521-26693-2. 2019년 8월 9일에 원본 문서에서 보존된 문서. 2017년 12월 3일에 확인함.
- Burton Stein; David Arnold (2010). 《A History of India》. John Wiley & Sons. ISBN 978-1-4443-2351-1. 2016년 12월 20일에 원본 문서에서 보존된 문서. 2017년 12월 3일에 확인함.
- Kapila Vatsyayan (1997). 《The Square and the Circle of the Indian Arts》. Abhinav Publications. ISBN 978-81-7017-362-5. 2019년 8월 9일에 원본 문서에서 보존된 문서. 2017년 12월 3일에 확인함.